# Love (pièce de théâtre)
Pour les articles homonymes, voir Love.
Love (titre original : Luv) est une pièce de théâtre de Murray Schisgal, créée au Booth Theatre à Broadway le 11 novembre 1964.

## Résumé
Deux anciens amis perdus de vue depuis quinze ans se retrouvent sur le pont de Brooklyn au moment où l'un des deux, désespéré, s'apprête à sauter. L'autre, qui a tout réussi, va tenter de lui redonner goût à la vie en lui présentant sa femme dont il veut divorcer.
Elle a été traduite et adaptée en français par Pascale de Boysson et Maurice Garrel, et publiée chez Robert Laffont en 1966.
Elle a été créée en France en 1965 au Théâtre Montparnasse par Laurent Terzieff, Bernard Noël et Pascale de Boysson, dans une mise en scène de Maurice Garrel. Reprise en 1985 au Théâtre de la Gaîté Montparnasse par André Dussollier, Patrick Chesnais et Catherine Rich, dans une mise en scène de Michel Fagadau.

## Adaptations cinématographiques
- Luv, film de 1967 de Clive Donner, avec Jack Lemmon, Peter Falk, et Elaine May.